# Ľubietová
Ľubietová es un municipio del distrito de Banská Bystrica en la región de Banská Bystrica, Eslovaquia, con una población estimada a final del año 2024 de 1269 habitantes.
Se encuentra ubicado en la zona centro-norte de la región, cerca del río Hron —un afluente izquierdo del Danubio— y de la frontera con la región de Žilina.

## Demografía
| Año        | 1994 | 2004    | 2014     | 2024    |
| ---------- | ---- | ------- | -------- | ------- |
| Población  | 974  | 986     | 1171     | 1269    |
| Diferencia |      | +1,23 % | +18,76 % | +8,36 % |

| Año        | 2023 | 2024    |
| ---------- | ---- | ------- |
| Población  | 1278 | 1269    |
| Diferencia |      | −0,70 % |